# Frégate du Pacifique
Fregata minor
Espèce
Statut de conservation UICN

 LC  : Préoccupation mineure
La Frégate du Pacifique (Fregata minor) est une espèce d'oiseaux marins appartenant à la famille des Fregatidae.

## Description
Cette espèce atteint 105 cm pour une envergure allant de 205 à 230 cm et un poids allant de 1 000 à 1 640 g. Elle peut vivre 34 ans.
Son squelette ne représente que 5% de son poids total.

## Répartition

Carte de répartition.

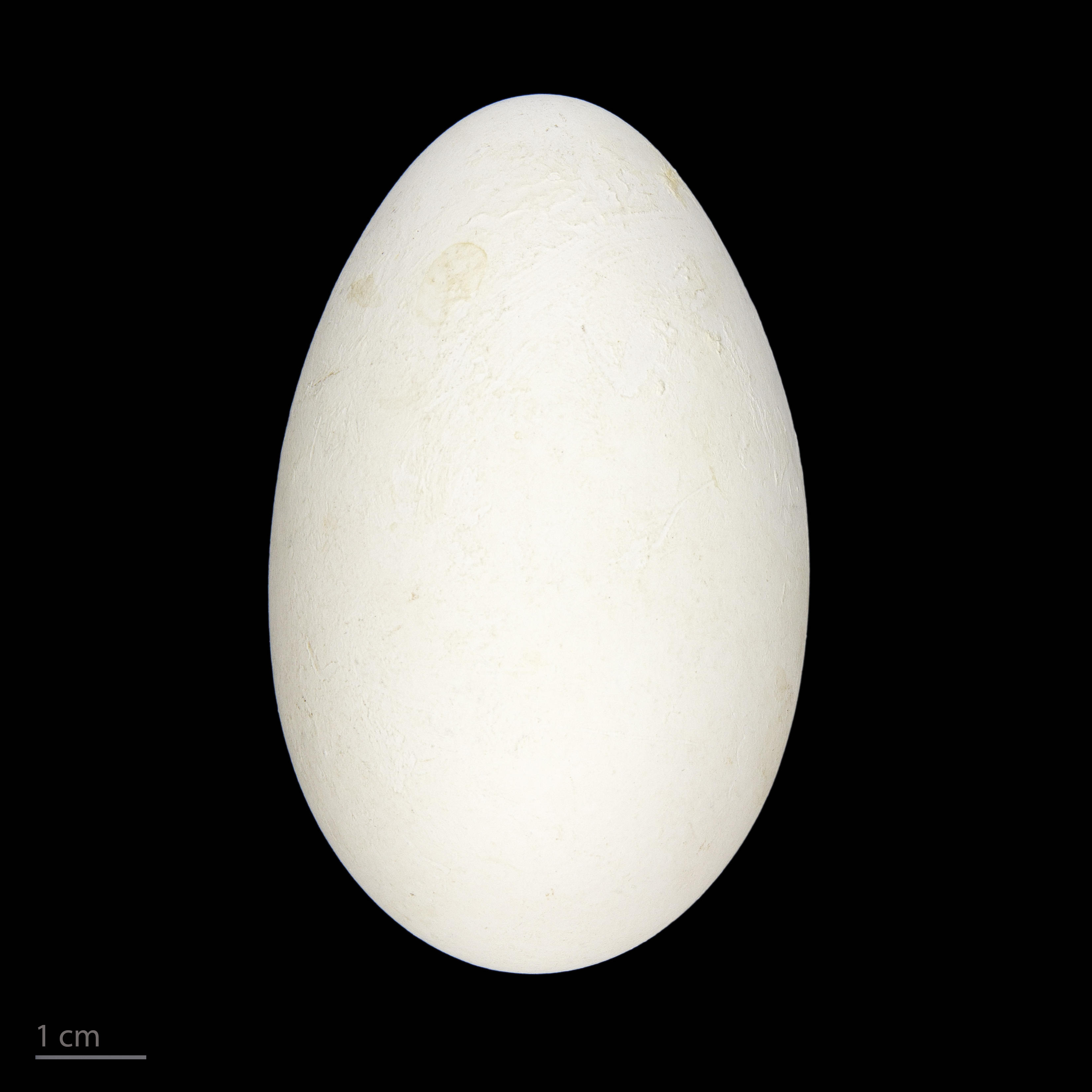
Œuf de Fregata minor — Muséum de Toulouse.

La frégate du Pacifique se rencontre dans les mers tropicales. Environ 10 000 couples nichant à Hawaï, qui constitue l'étendue la plus septentrionale de son aire de répartition, principalement dans le nord-ouest. Dans le Pacifique central et sud, on trouve des colonies sur la plupart des groupes d'îles, de Wake aux Galápagos en passant par la Nouvelle-Calédonie. On trouve également des colonies sur de nombreuses îles de l'océan Indien, notamment Aldabra, l'île Christmas, les Maldives et l'île Maurice. La population de l'Atlantique est beaucoup plus limitée.
Les frégates sont des oiseaux migrateurs ; il a été relevé que des individus de Kānemilohaʻi se rendaient régulièrement à l'atoll Johnston, distant de 873 kilomètres, et un oiseau a été signalé à Quezon City. Malgré leur vaste aire de répartition, la philopatrie chez les frégates du Pacifique est la règle.

## Alimentation
La frégate du Pacifique se nourrit dans les eaux pélagiques dans un rayon de 80 kilomètres de la colonie de reproduction ou des aires de repos. Son alimentation se compose principalement de poissons-volants, qu'elle saisit en vol. En effet, elle ne se pose pas à la surface de l'eau, du fait de son incapacité à décoller.
Certains individus se nourrissent d'oisillons de sternes, ou poursuivent d'autres oiseaux marins nicheurs afin de leur faire régurgiter leur nourriture (on parle alors de cléptoparasitisme).

## Reproduction
Les frégates du Pacifique ont toutes une tache de peau au niveau de la gorge, le sac gulaire. Toutefois, seuls les mâles peuvent le gonfler. Lorsque les femelles les survolent, ils agitent leur tête d'un côté à l'autre, secouent leurs ailes et crient. Les femelles observent plusieurs groupes de mâles avant de former un couple.  
La formation d'un lien de couple et la construction du nid peuvent être achevées en quelques jours par certains couples, et peuvent prendre jusqu'à un mois pour d'autres. Les mâles ramassent les matériaux de nidification (brindilles, lianes, débris) autour de la colonie et à la surface de l'océan et retournent au site de nidification où la femelle construit le nid. Le matériel de nidification peut être volé à d'autres espèces d'oiseaux marins (dans le cas du noddi noir, le nid entier peut être volé). Les nids des frégates sont de grandes plates-formes de brindilles lâchement tissées qui s'incrustent rapidement de guano. N'étant pas entretenus, ils peuvent se désintégrer avant la fin de la saison. Un seul œuf blanc est pondu à chaque saison de reproduction. Les frégates du Pacifique pratiquent la monogamie saisonnière ; les deux parents couvent l'œuf successivement. L'incubation, qui dure 55 jours, peut être très exigeante sur le plan énergétique, et les frégates du Pacifique perdent entre un cinquième et un tiers de leur masse corporelle à son issue. Si l'œuf est perdu, le lien de couple est rompu, et les femelles peuvent trouver un nouveau partenaire et pondre une seconde fois cette année-là. 
Le premier envol se produit à environ cinq mois, mais dépend grandement des conditions océaniques et de la disponibilité de la nourriture. Il s'écoule généralement près de deux ans entre l'accouplement et la fin des soins parentaux ; les frégates ont la plus longue période de soins parentaux après l'envol de tous les oiseaux (entre 150 et 428 jours). Elles nichent en colonies pouvant compter jusqu'à plusieurs milliers de couples. Les buissons de nidification sont souvent partagés avec d'autres espèces, notamment les fous à pieds rouges et d'autres espèces de frégates.
Les frégates du Pacifique  ne se reproduisent que lorsqu'elles ont acquis leur plumage adulte complet, vers huit ou neuf ans pour les femelles et dix ou onze ans pour les mâles. La durée de vie moyenne est inconnue mais on suppose qu'elle est relativement longue. Dans le cadre d'une étude menée en 2002 à Hawaï, 35 frégates du Pacifique baguées ont été recapturées. Parmi eux, 10 avaient été baguées en 1965 et une en 1958.

## Symbolique
C'est un oiseau sacré pour beaucoup de cultures du Pacifique. Elle figure sur le drapeau des Kiribati dont les antiques croyances en faisait une messagère des dieux et le signe de la noblesse. C'est aussi l'animal national de Nauru.

## Sous-espèces
D'après la classification de référence (version 14.1, 2024) de l'Union internationale des ornithologues, la Frégate du Pacifique possède 5 sous-espèces (ordre philogénique) :
- Fregata minor nicolli Mathews, 1914 ;
- Fregata minor aldabrensis Mathews, 1914 ;
- Fregata minor minor (Gmelin, JF, 1789) ;
- Fregata minor palmerstoni (Gmelin, JF, 1789) ;
- Fregata minor ridgwayi Mathews, 1914.